# Garmin Würzburg
Die Garmin Würzburg GmbH ist ein Unternehmen mit Sitz in Würzburg, das in der Entwicklung von Systemen und Software für Navigations- und Schifffahrtselektronik, Gesundheit, Mobilität und Fitnesstrackern tätig ist. Im Jahr 1991 wurde das Unternehmen als Gesellschaft für digitale Kartographie CIS GmbH gegründet, später war es unter dem Namen Navigon Hersteller von Navigationssystemen. Seit 2011 gehört das Unternehmen als Garmin Würzburg zum internationalen Garmin-Konzern.

## Geschichte

### 1991 bis 2002: Gründung und Entwicklung von ersten Produkten
1991 wurde in Würzburg die City Information Systems CIS GmbH gegründet. Seit ihrer Gründung widmete sich die CIS GmbH der mobilen Navigation. Sie gilt als Erfinder der dynamischen GPS-Navigation und einer der ersten Anbieter von mobilen Navigationsprodukten inklusive dynamischer Stauumfahrung mittels Traffic Message Channel (TMC).
Die CIS GmbH entwickelte 1996 die erste dynamische GPS-Navigation Autopilot, später AutoPilot 2000. 1998 wurde die CIS GmbH in Navigon umbenannt, im gleichen Jahr folgte die Integration der GPS Gear GmbH. Ende der 1990er-Jahre wurde das Unternehmen als Distefora Navigation für kurze Zeit Teil des Distefora-Konzerns von Alexander Falk, ehe der Unternehmer Peter Scheufen die Firma herauskaufte und den Namen Navigon wieder einführte. Das erste mobile Navigationssystem für Pocket PC (P1) konnte 2000 vorgestellt werden. 2002 folgte die Markteinführung der ersten mobilen Onboard-Navigation mit Stauerkennung per TMC.

### 2003 bis 2011: Internationalisierung
Die amerikanische Tochterfirma Navigon Inc. wurde 2003 in Chicago gegründet und stellte 2003 die Offboard-Navigation für Mobiltelefone und die Entwicklungsplattform für kartenbasierte Systeme, Medas (später MapSensor), vor. Navigons mobile Onboard-Navigation MobileNavigator 4 war im Jahr 2004 die erste Navigation, die europaweit bis in den Hausnummernbereich den richtigen Weg berechnete. Die Software MobileNavigator wurde über die Jahre bei Personal Digital Assistants, Mobiltelefonen, Smartphones und Standalone-Navigationsgeräten eingesetzt.

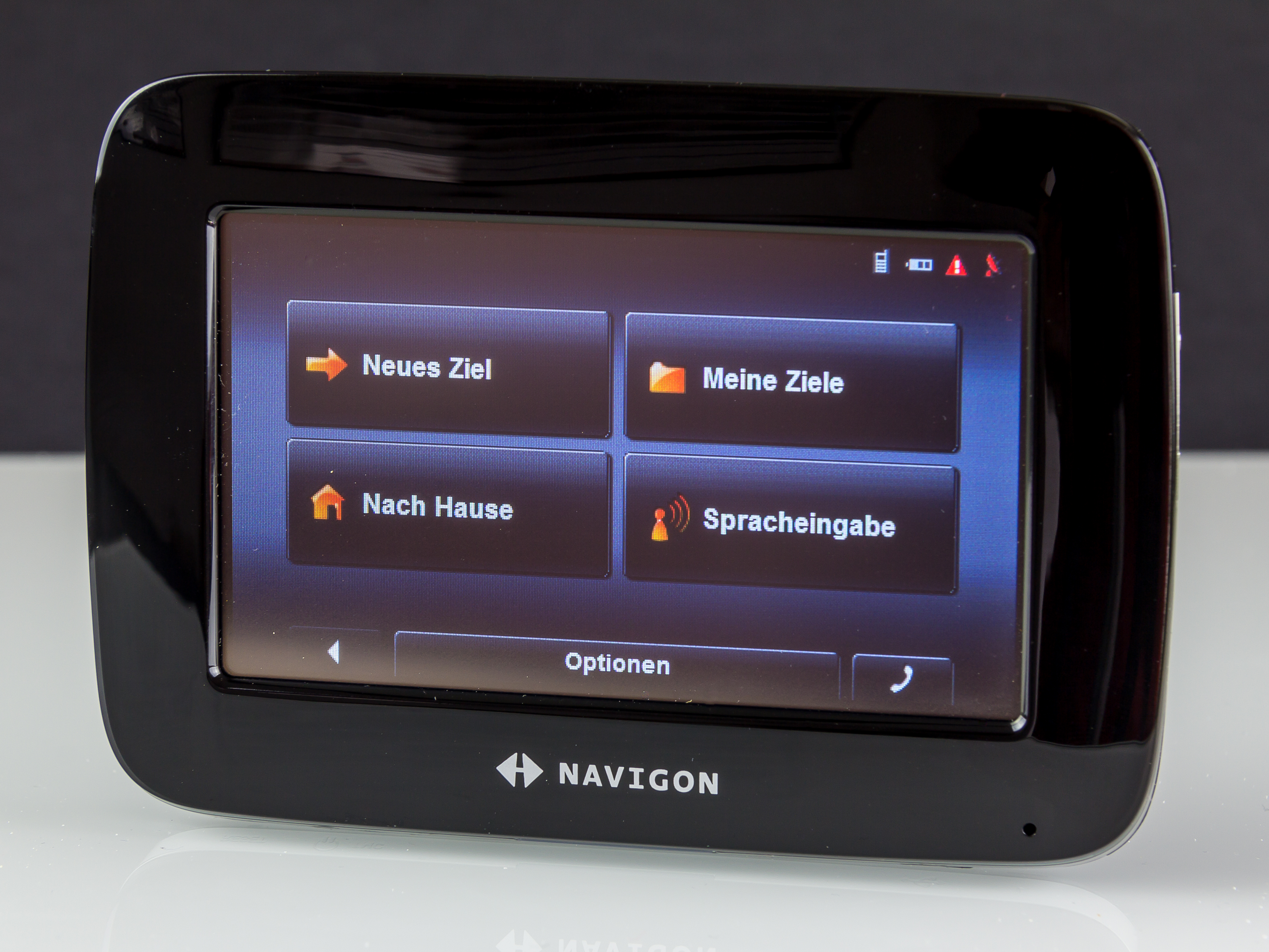
Navigon NVG7100

Im Laufe der 2000er-Jahre gründete Navigon Vertretungen in Europa, Asien, Nordamerika und Australien; Distributionspartner gab es in Südafrika, Türkei, Australien, Indien, Brasilien, Russland und den Vereinigten Arabischen Emiraten. 2005 wurde aus der Navigon GmbH die Navigon AG, im selben Jahr übernahm General Atlantic 24,9 % am Unternehmen. 2006 begann die strategische Partnerschaft mit dem Telematik-Anbieter Truck24. Ebenfalls 2006 übernahm die Tochtergesellschaft Navigon Inc. den Bereich Fahrzeugnavigation des Kartenherstellers Navteq und der Geschäftsbereich Automotive wurde in Chicago gegründet. Trotz guter Verkäufe in Europa entwickelte Navigon Mitte der 2000er-Jahre finanzielle Probleme, da der finanziell aufwendige Einstieg in den amerikanischen Markt nicht im erhofften Maße gelang.
Neben der Zusammenarbeit mit OEM-Partnern bot Navigon seit 2007 auch selbst entwickelte GPS-Navigationsgeräte an, die Geräteserien Navigon 5100, 7100 sowie 2100. Parallel entwickelte Navigon weiter für die Industrie, wie z. B. Seat, Continental oder BMW, individuelle Softwarekomponenten für fest eingebaute Navigationsgeräte im Bereich Automobilnavigation für den Erst-, Zubehör- sowie Nachrüstmarkt. Nach dem Einstieg in den russischen und griechischen Markt für Navigation beschäftigte die Navigon AG 2008 über 400 Mitarbeiter weltweit. Auch 2008 erhöhte General Atlantic nach Liquiditätsproblemen seinen Aktienanteil an Navigon von 29,5 % auf 90 %. Der Vorstandschef und bisherige Mehrheitseigner Peter Scheufen blieb im Besitz von 10 % der Anteile.
2009 begann die Navigon AG eine strategische Partnerschaft mit T-Mobile Deutschland in den Bereichen Handynavigation und mobile Live-Dienste. Im Geschäftsjahr 2010 wurde ein Umsatz von 139,2 Mio. Euro verzeichnet, was ein Minus gegenüber dem Umsatz von 166,6 Mio. Euro aus dem Vorjahr bedeutete.

### Seit 2011: Übernahme durch Garmin
Am 14. Juni 2011 kündigte das Unternehmen Garmin die Absicht an, die Navigon AG zu übernehmen. Die Übernahme wurde am 26. Juli 2011 abgeschlossen. Mit Wirkung zum 31. Oktober 2011 wurde die Navigon AG in die Rechtsform einer GmbH überführt. 2012 wurde die Navigon AG in Garmin Würzburg GmbH umbenannt, um die Anbindung an den Mutterkonzern zu betonen. Die Produkte wurden aber zunächst noch einige Zeit unter der Marke Navigon verkauft. In einem Bericht der Main-Post äußerte sich der Geschäftsführer Johannes Angenvoort, dass bei Navigon wie auch Garmin Entwicklungsarbeit und Produktmanagement streng getrennt sei, was die Übernahme erleichtert habe.
Im Verlaufe der 2010er-Jahre wurden von Navigon keine Navigationsgeräte mehr angeboten, sondern nur noch Apps für Mobiltelefone. 2013 erfolgte die Integration von Flinc, einer App für spontane Mitfahrgelegenheiten, in die Navigon-App für Smartphones. 2017 wurde das Portfolio der Navigations-Apps für Smartphones um die Motorradnavigation Navigon Cruiser erweitert. Im April 2018 gab das Unternehmen bekannt, alle Smartphone-Apps einzustellen. Als Grund wurde vor allem die sinkende Nachfrage aufgrund kostenloser Navigationssysteme angegeben. Ende 2020 wurde der Kundenservice für Navigon-Geräte eingestellt.
Im Dezember 2022 wurde der Grundstein für einen Neubau im Würzburger Unternehmenspark Skyline Hill in Würzburg gelegt. Der Neubau ist auf bis zu 300 Mitarbeiter ausgelegt.

## Unternehmensstruktur
Der Sitz der Garmin Würzburg GmbH ist in Würzburg, wo Stand 2024 rund 200 Mitarbeiter beschäftigt sind. Strategische Entscheidungen werden vom Mutterkonzern aus den Vereinigten Staaten getroffen.

## Produkte und Technologien
Bei Garmin Würzburg findet keine Produktion statt, es wird an Softwareentwicklung, Vertrieb und Produktmanagement für den Garmin-Konzern gearbeitet. Autohersteller wie Volkswagen, Mercedes-Benz und BMW arbeiten mit Garmin Würzburg bei Software zusammen. Garmin Würzburg entwickelte beispielsweise für BMW das Steuergerät des Infotainmentsystems im BMW G70, wofür sie vom BMW-Konzern mit dem Zuliefererpreis BMW Group Supplier Innovation Award ausgezeichnet wurden. Zu den weiteren Entwicklungsschwerpunkten von Garmin Würzburg zählen Produkte und Applikationen für den Marinebereich. Ebenfalls arbeitet Garmin Würzburg an Produkten für Gesundheit mit digitaler und KI-Technik und offeriert im Business-to-Business-Bereich verschiedene Angebote beim betrieblichen Gesundheitsmanagement von Unternehmen. Hinzu kommt außerdem die Forschungsabteilung Garmin Labs, in der neue Produktkonzepte entwickelt werden.